# Alchemilla tenuipetioli
Alchemilla tenuipetioli é uma espécie de rosácea do gênero Alchemilla, pertencente à família Rosaceae.